# 紫阳公园
紫阳公园是武汉市武昌区的一座公园，公园的主体为紫阳湖，是武昌区内一座依自然湖泊而建的公园。
1952年，時任武汉市市长吴德峰发动武汉市民每人捐款1000元，修建了紫阳公园，并题写了“紫阳公园”四个大字。

## 图集

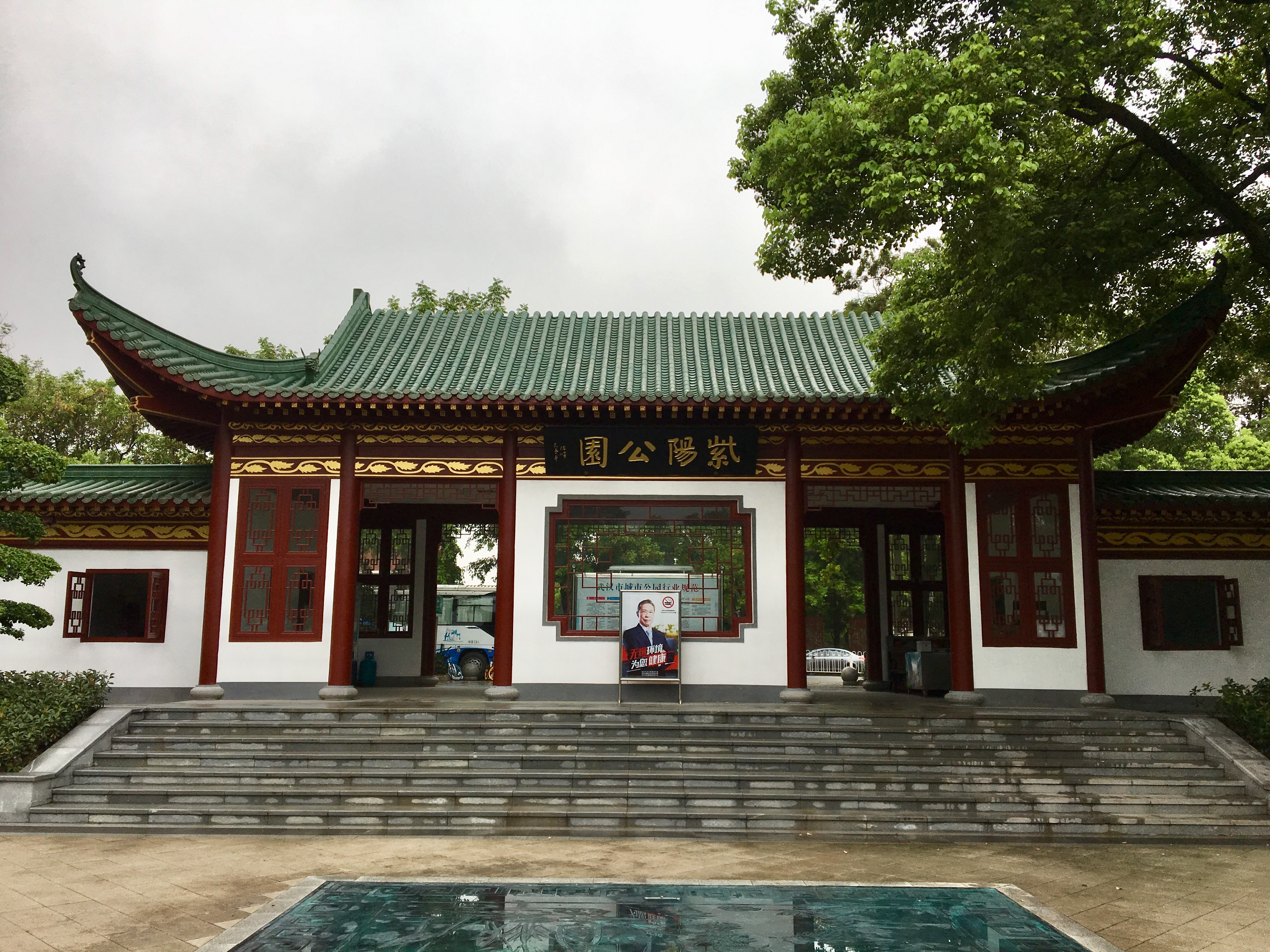
公園北門
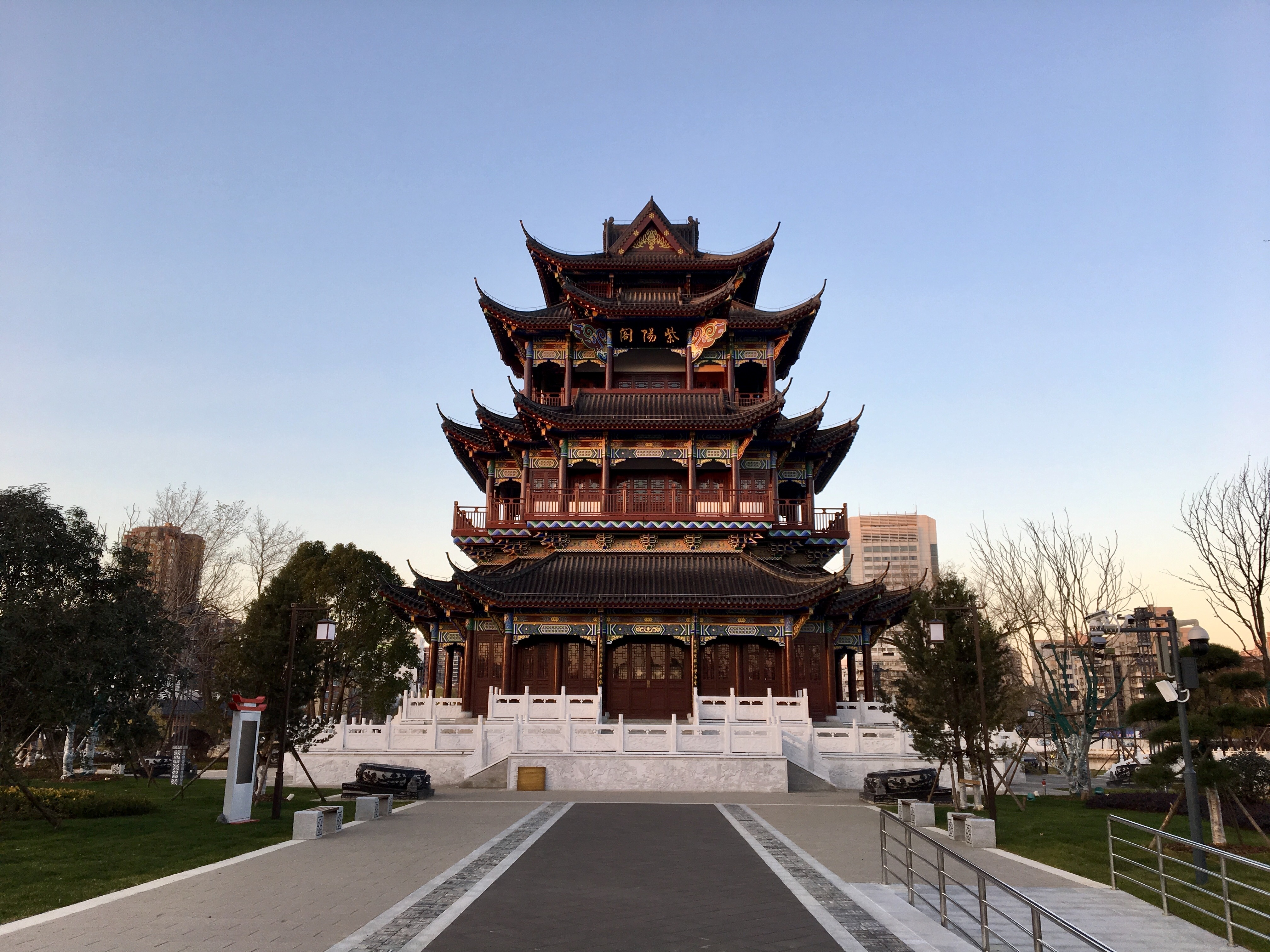
紫陽閣
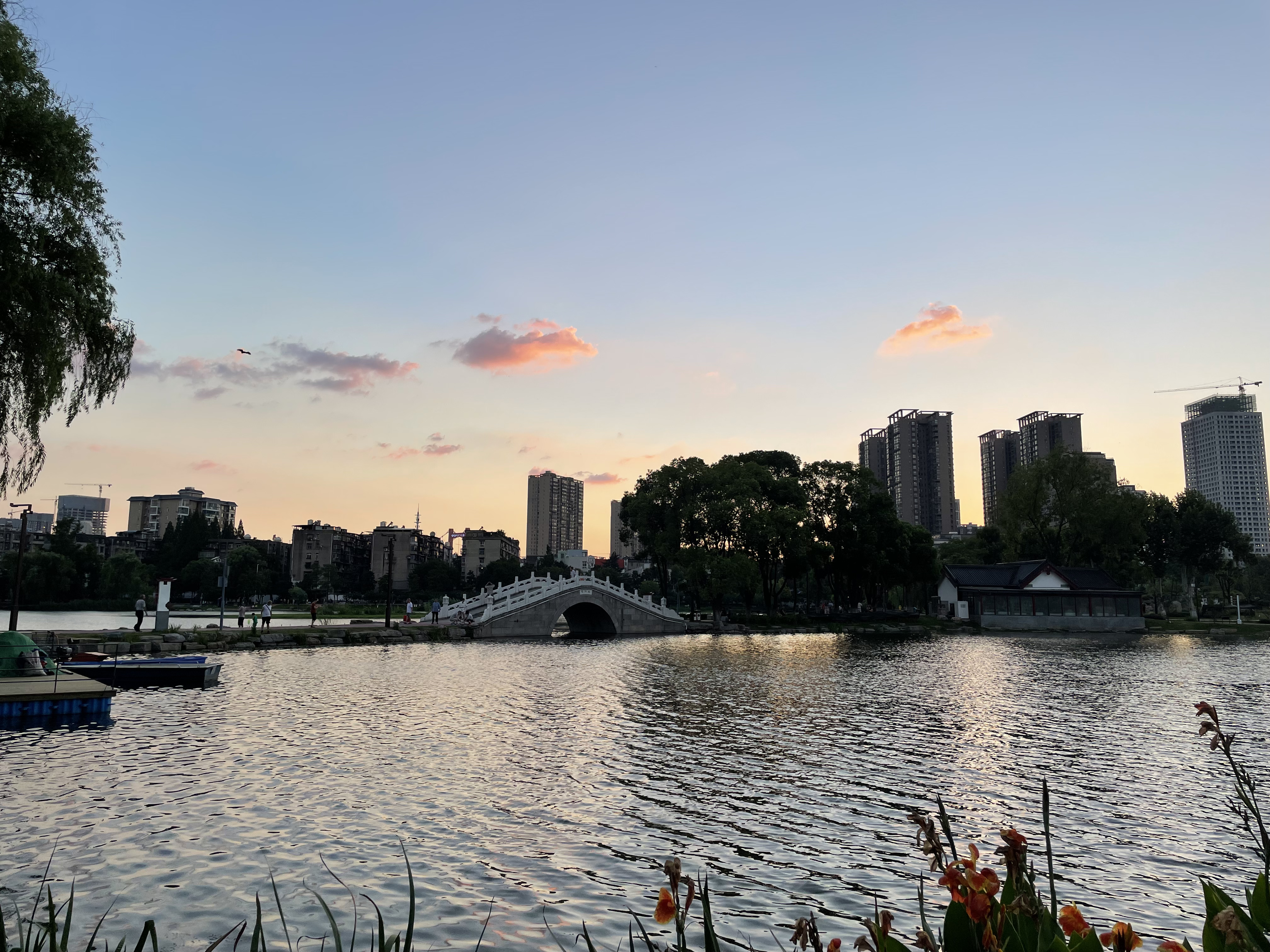
拱橋
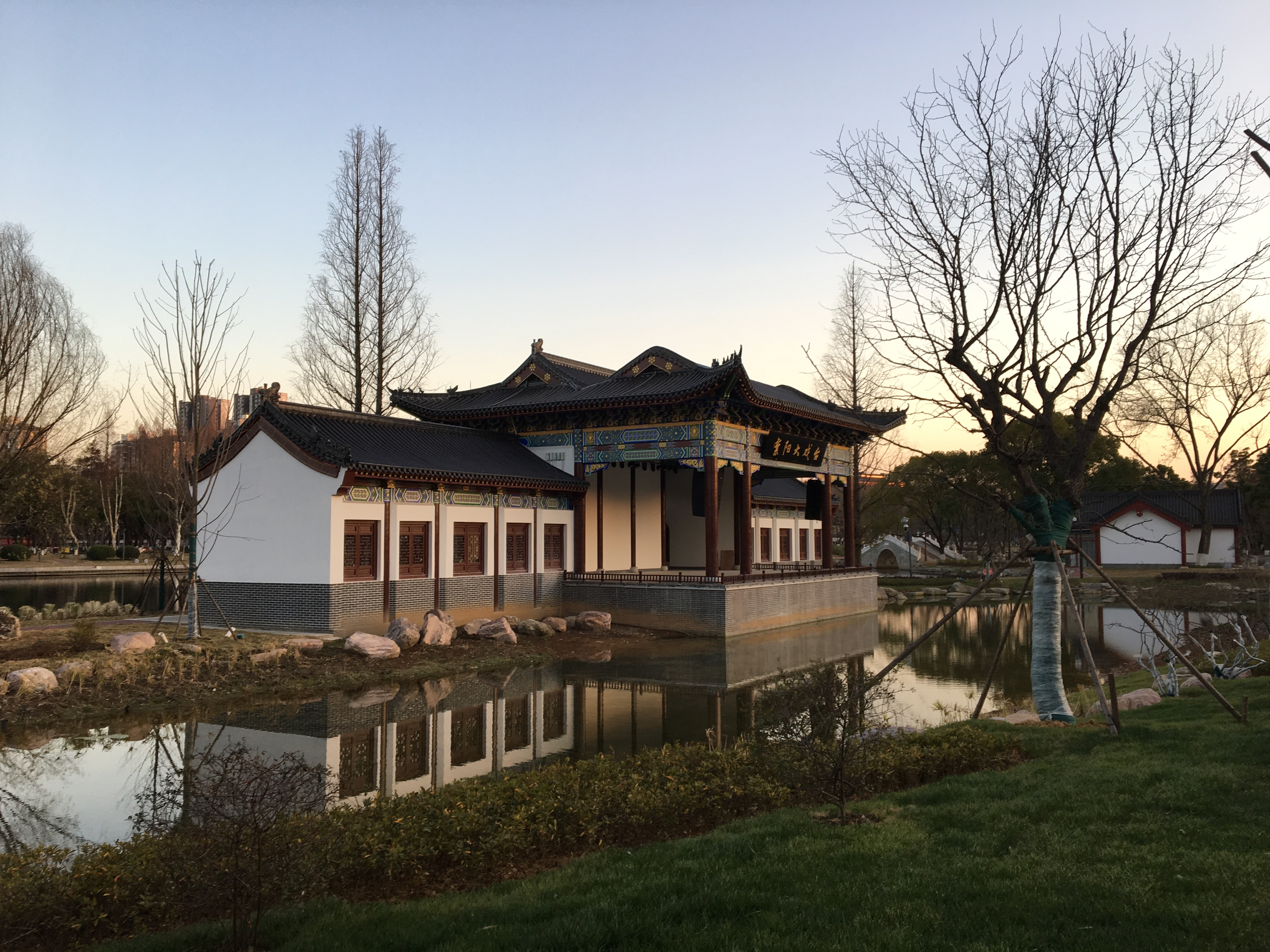
紫陽大戲台，晚间常免费为市民播放露天电影
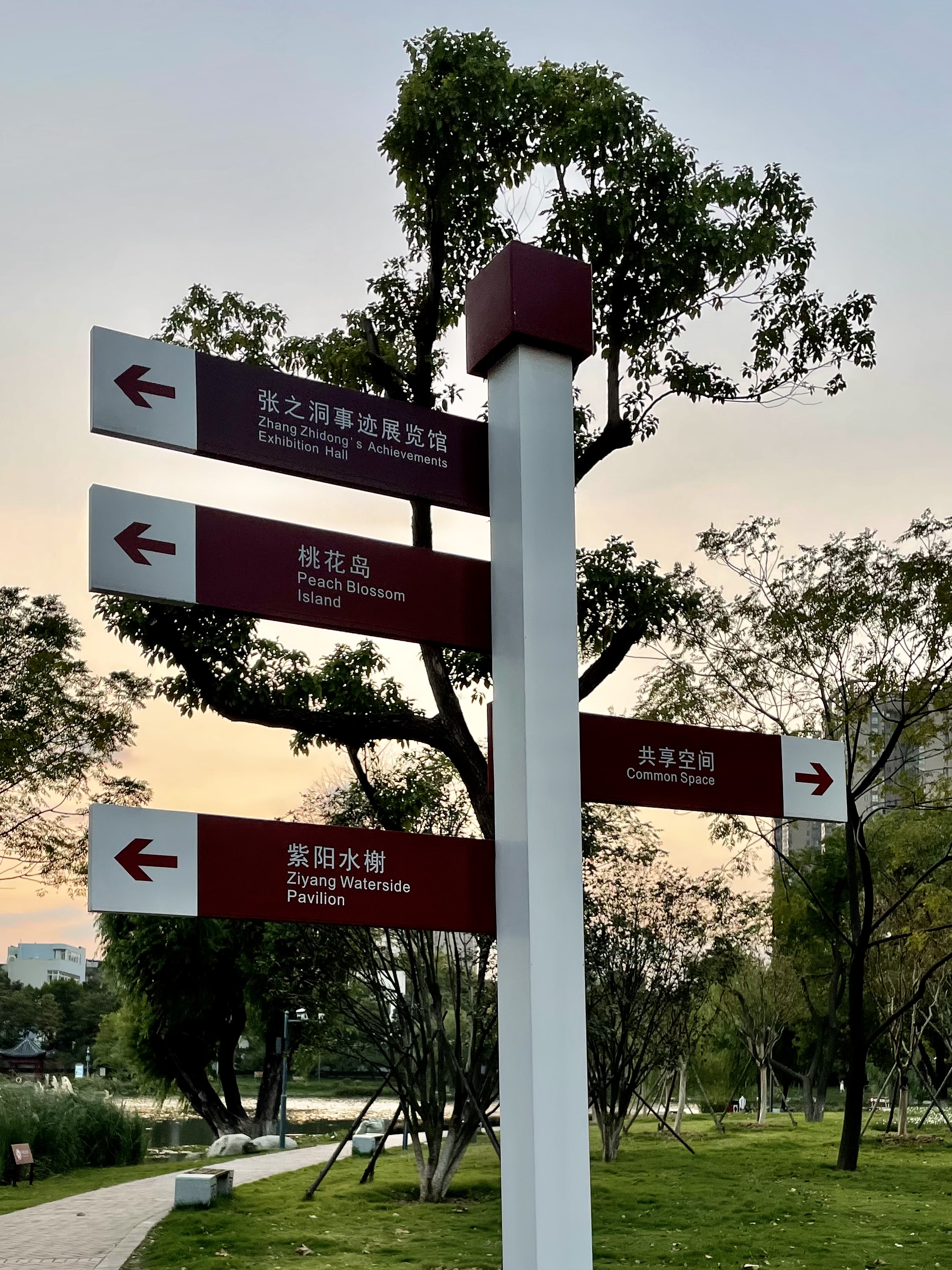
湖心島上的路牌
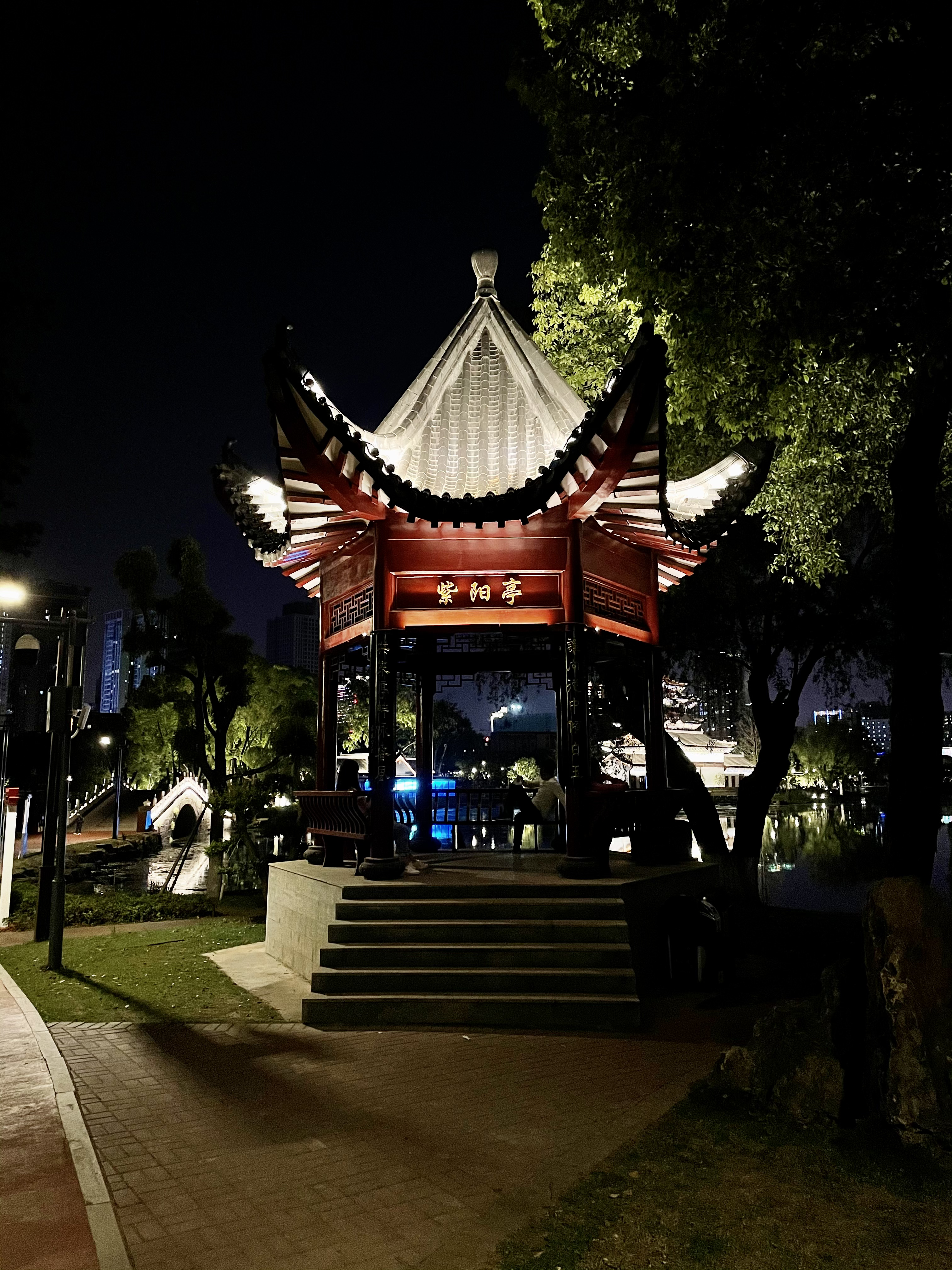
紫陽亭
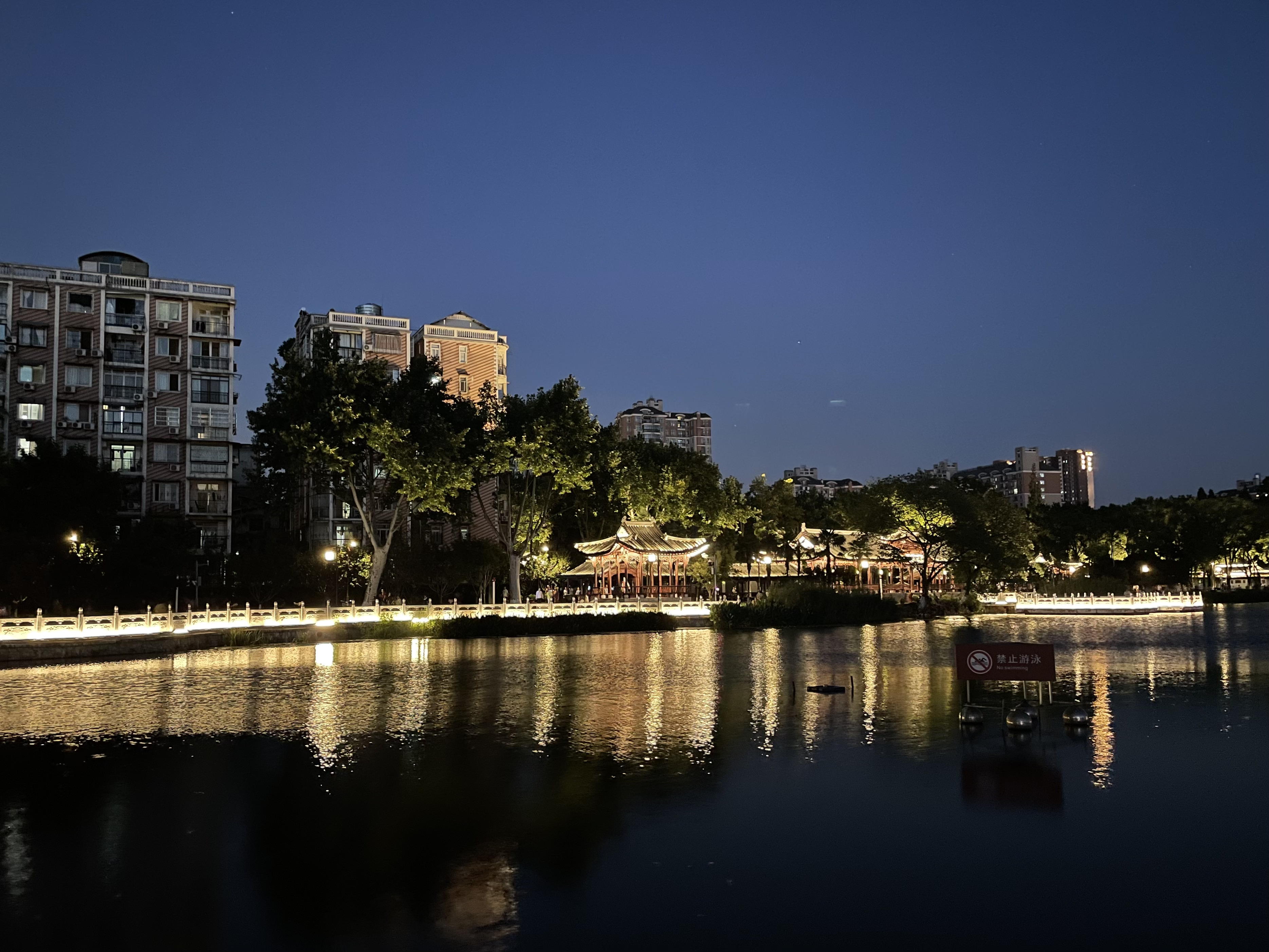
夜晚的紫陽長廊
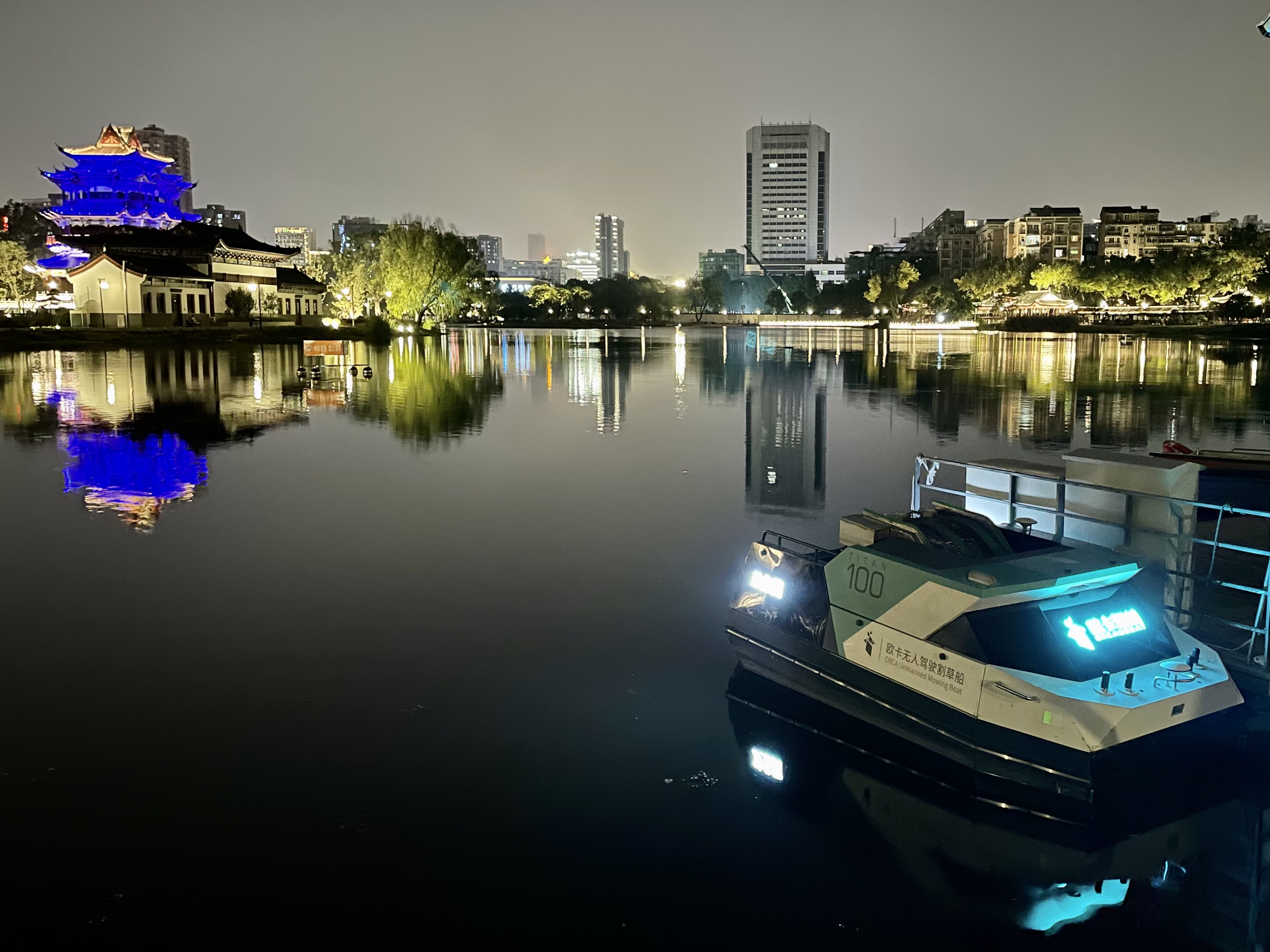
清理湖面的無人割草船
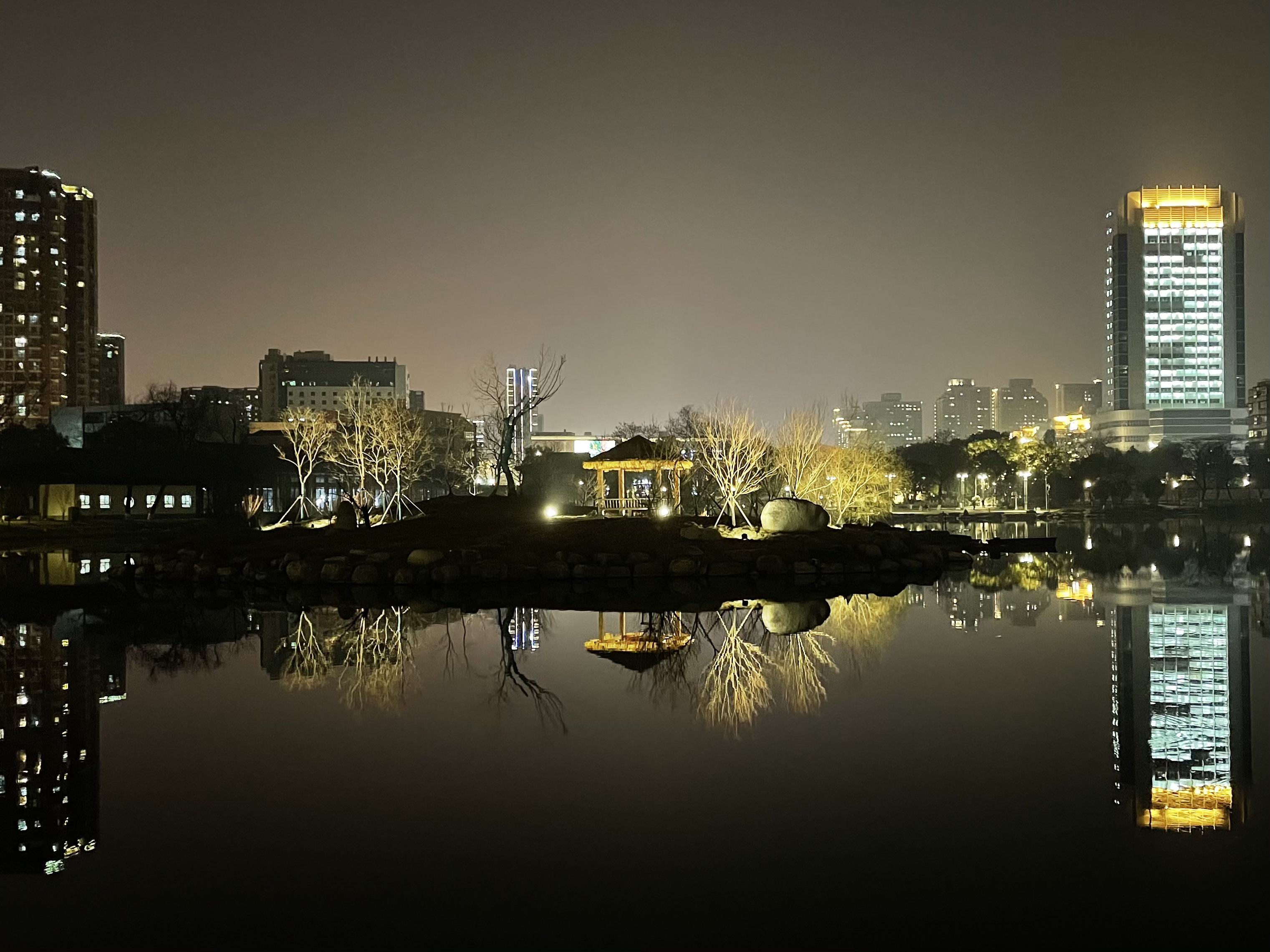
湖心的孤島，無聯通的橋樑，需乘船才可登島